# Plebejus sanchoi
Plebejus sanchoi är en fjärilsart som beskrevs av Ramon Agenjo Cecilia 1965. Plebejus sanchoi ingår i släktet Plebejus och familjen juvelvingar. Inga underarter finns listade i Catalogue of Life.